# «Якщо тільки» Джим
«„Якщо́ ті́льки“ Джим» (англ. «If Only» Jim) — американський вестерн режисера Жака Жакарда 1920 року.

## У ролях
- Гаррі Кері — Джим Голден
- Керол Голлоуей — міс Дот Денніген
- Рут Ройс — міс Річардс
- Дьюк Р. Лі — Кено
- Рой Колсон — Генрі
- Чарльз Брінлі — Паркі
- Джордж Банні — дядько Джонні
- Джозеф Газелтон — Білл Бонс
- Мінні Деверо — Скво
- Томас Сміт — Кід